# Kanton Pleine-Fougères
Der Kanton Pleine-Fougères war von 1790 bis 2015 ein französischer Wahlkreis im Arrondissement Saint-Malo, im Département Ille-et-Vilaine und in der Region Bretagne; sein Hauptort war Pleine-Fougères.

## Geschichte
Der Kanton entstand am 15. Februar 1790. Von 1801 bis 2015 gehörten elf Gemeinden zum Kanton Pleine-Fougères. 2015 wurde der Kanton aufgelöst und die Gemeinden wechselten zu anderen Kantonen.

## Lage
Der Kanton lag im Norden des Départements Ille-et-Vilaine.

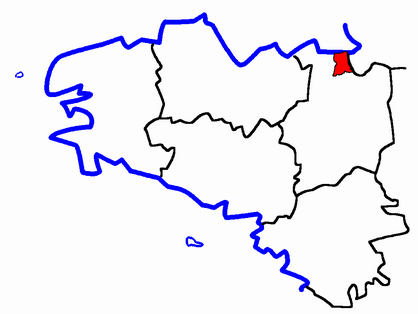
Lage des Kantons Pleine-Fougères innerhalb der Bretagne

## Gemeinden
| Gemeinde                   | Bretonisch       | Einwohner (2022) | Fläche (km²) | Code postal | Code Insee |
| -------------------------- | ---------------- | ---------------- | ------------ | ----------- | ---------- |
| Broualan                   | Broualan         | 411              | 12.76        | 35120       | 35044      |
| La Boussac                 | Labouseg         | 1.250            | 21.93        | 35120       | 35034      |
| Pleine-Fougères            | Planfili         | 1.978            | 31.98        | 35610       | 35222      |
| Roz-sur-Couesnon           | Roz-an-Arvor     | 1.036            | 25.86        | 35610       | 35247      |
| Sains                      | Sent             | 457              | 10.25        | 35610       | 35248      |
| Saint-Broladre             | Sant-Brewalaer   | 1.166            | 23.81        | 35120       | 35259      |
| Saint-Georges-de-Gréhaigne | Sant-Jord-Grehan | 377              | 12.15        | 35610       | 35270      |
| Saint-Marcan               | Sant-Marc'han    | 432              | 7.68         | 35120       | 35291      |
| Sougéal                    | Sulial           | 544              | 14.15        | 35610       | 35329      |
| Trans-la-Forêt             | Treant-Felger    | 638              | 14.83        | 35610       | 35339      |
| Vieux-Viel                 | Henwiel          | 328              | 8.77         | 35610       | 35354      |
| Kanton                     | Planfili         | 8475             | 184.17       | -           | 3526       |

## Politik
Der Wahlkreis entsandte bis zu seiner Auflösung folgende Abgeordnete im Rat des Départements:
| Vertreter im conseil général des Départements | Vertreter im conseil général des Départements | Vertreter im conseil général des Départements |
| Amtszeit                                      | Name                                          | Partei                                        |
| --------------------------------------------- | --------------------------------------------- | --------------------------------------------- |
| 1945–1949                                     | Jules Besnard                                 | Rad.                                          |
| 1949–1953                                     | François Carré                                | PPUS, dann CNIP                               |
| 1953–1973                                     | Jean-Marie Gallon                             | DVD                                           |
| 1973–1979                                     | Albert Dory                                   | PS                                            |
| 1979–1998                                     | Maurice Fantou                                | UDF                                           |
| 1998–2015                                     | Christian Couet                               | PRG                                           |